# Il sigillo di Cardi
Il sigillo di Cardi (Fair Lady) è un film muto del 1922 diretto da Kenneth S. Webb. il soggetto è tratto dal romanzo - pubblicato a New York nel 1912 - The Net di Rex Beach, un autore molto popolare i cui lavori furono adattati numerose volte per lo schermo.

## Trama
In Sicilia, il conte Martinello viene assassinato da Cardi e dalla sua banda criminale il giorno delle nozze con Margherita. L'americano Norvin Blake, innamorato della contessa, vuole proteggerla da Cardi che, eliminato il conte, ora vorrebbe averla per sé. Blake, tempo dopo, rivede Margherita a New Orleans dove le dichiara il suo amore.
Riconoscendo in Gian Norcone il capo del gruppo che ha ucciso il conte, Norvin lo arresta dopo aver lottato con il bandito. Cesare Maruffi, che si spaccia per amico e ammiratore di Margherita, si scopre invece essere Cardi. Norvin ingaggia una violenta lotta anche con Cardi che viene poi colpito da Lucrezia, la domestica di Margherita. Norvin alla fine conquista il cuore della contessa.

## Produzione
Il film fu prodotto da Whitman Bennett per la sua compagnia, la Bennett Pictures.

## Distribuzione
Distribuito dalla United Artists, il film uscì nelle sale cinematografiche statunitensi il 19 marzo 1922.